# Дамоклев меч
Дамоклевият меч (на латински: Damoclis gladius) е онзи, който сиракузкият тиран Дионисий I Стари заповядал да закачат на конски косъм над главата на ласкателя му, а инак завистник – Дамокъл.
Изразът се е превърнал в крилата фраза и е предаден за историята и поколенията от Цицерон в неговите „Тускулански беседи“. Според Цицерон Дионисий много добре знаел и осъзнавал „стойността“ на завистливото приятелство на Дамокъл и за да му покаже и онагледи тази стойност, го поканил на пир.
По време на пира Дионисий по предварителен сценарий дал нареждане в ролята на тирана, т.е. неговата, тази нощ да е Дамокъл. Дамокъл много се обнадеждил, станало му приятно и весело, бил поласкан, след като била засегната тънката струна на суетата му. В сюблимния момент на пира над главата на щастливия Дамокъл се провиснал на конски косъм меч.
Случката под формата на притча, разказана от Цицерон, е пресъздадена, за да покаже изменчивостта и преходността във и на живота, както и това, че нито властта, нито богатството са в основата на щастието.